# Pierre Gringore
Pierre Gringore (Thury-Harcourt, 1475 — Lorraine, 1538) foi um poeta e dramaturgo francês, o qual inspirou o persongem do romance de Victor Hugo.